# Tohome
Tohome (Big Tohome).– /Tohome prema Ibervilleu znači "little chief", očita je greška ,smatra Swanton. Prema drugom mišljenju ime je došlo od choctawskog, u značenju  "white" ili "shining",/ pleme američkih Indijanaca s Tombigbee Rivera u okolici McIntosh's Bluff-a, jezično pripadnici porodice Muskhogean, i bliži srodnici Mobile Indijanaca. Tohome su kao i sva ostala jugoistočna Muskhogean plemena bili sjedilački ratari i lovci. Godine 1771. ili možda malo kasnije udružuju se s Choctawima i do 1800. se vode kao nestali. 

## Povijest
Kartografija ukazuje da su Tohome nekoć živjeli uz jedan vodeni tok koji je bio poznat kao Oke Thome, danas poznata kao Catoma Creek, pripada slivu Alabame u koju utječe nedaleko Montgomeryja. U De Luninim pričama Tombigbee se naziva imenom "River of the Tome." Godine 1702. Iberville ih naziva prijateljskimj plemenom. Godine 1705. oni su pod franuskom zaštitom pred nasrtljivim Alabama Indijancima što učestvovahu u uništenju plemena Apalachee. Pleme kasnije ulazi u savez s Mobile Indijancima, savez i potraje sve dok jedan Tohome nije ubio neku Mobile-ženu. Izazivaju nevolje i dalje, pa 1715. ubiju engleskog trgovca Hughesa što je putovao kopnom iz Južne Karoline za Mobile.
Tohome bijahu podijeljeni na dvije skupine, jedna je poznata kao Tohome ili Big Tohome i Little Tohome, poznatiji kao Naniaba. Imena sela nisu poznata, osim onih što nose plemenska imenima.

## Populacija
Prema Ibervilleu (1700) oni i Mobile imali su 300 ratnika, očito premalo, jer već 2 godine kasnije spominje se broj od 350 ratnika za oba plemena. Broj im uskoro opada. Godine 1758 guverner De Kerlerec procjenjuje broj od 100 ratnika za plemena Mobile, Tohome i Naniaba.

## Vanjske poveznice
- Tohome  Arhivirana inačica izvorne stranice od 26. rujna 2007. (Wayback Machine)
- Tohome Indian Tribe History